# 371 Bohemia
371 Bohemia је астероид главног астероидног појаса. Приближан пречник астероида је 54,64 km,
а средња удаљеност астероида од Сунца износи 2,726 астрономских јединица (АЈ).
Инклинација (нагиб) орбите у односу на раван еклиптике је 7,383 степени, а орбитални период износи 1644,240 дана (4,501 године). Ексцентрицитет орбите астероида износи 0,060.
Апсолутна магнитуда астероида износи 8,72 а геометријски албедо 0,192.
Астероид је откривен 16. јула 1893. године.